# Epizeuxis albomaculatat
Epizeuxis albomaculatat là một loài bướm đêm trong họ Noctuidae.